# Ali Haszemi
Ali Haszemi (ur. 1 listopada 1991 w Ilamie) – irański sztangista, dwukrotny mistrz świata, uczestnik letnich igrzysk olimpijskich w Rio de Janeiro i Tokio.

## Przebieg kariery
W 2015 wywalczył brązowy medal mistrzostw Azji w półciężkiej kategorii wagowej (do 94 kg), poza tym wziął udział w mistrzostwach świata rozegranych w amerykańskim mieście Houston i zajął 4. pozycję w tej samej kategorii wagowej. Rok później został mistrzem Azji w wadze półciężkiej. Wystartował w letnich igrzyskach w Rio de Janeiro, gdzie zajął 7. pozycję z rezultatem 383 kg w dwuboju.
W 2017 zaczął startować w innej kategorii wagowej. W wadze ciężkiej (do 105 kg) zdołał wywalczyć złoty medal mistrzostw świata w Anaheim, a także brązowy medal igrzysk azjatyckich w Dżakarcie i brązowy medal mistrzostw Azji w Aszchabadzie. W 2018 roku w półciężkiej kategorii wagowej (do 102 kg) wywalczył drugi w karierze złoty medal mistrzostw świata.
W 2021 roku drugi raz wziął udział w letnich igrzyskach olimpijskich. W Tokio rywalizował w rywalizacji w wadze ciężkiej (do 109 kg), nie został jednak sklasyfikowany z powodu niezaliczenia żadnej z prób podrzutu.

## Osiągnięcia
| Rok     | Zawody                      | Miasto         | Miejsce | Kategoria | Wynik  |
| ------- | --------------------------- | -------------- | ------- | --------- | ------ |
| 2015    | Mistrzostwa Azji            | Phuket         | 3.      | 94 kg     | 376 kg |
| 2015    | Mistrzostwa świata          | Houston        | 4.      | 94 kg     | 380 kg |
| 2016    | Mistrzostwa Azji            | Taszkent       | 1.      | 94 kg     | 374 kg |
| 2016    | Letnie igrzyska olimpijskie | Rio de Janeiro | 7.      | 94 kg     | 383 kg |
| 2017    | Mistrzostwa Azji            | Aszchabad      | 3.      | 105 kg    | 384 kg |
| 2017    | Mistrzostwa świata          | Anaheim        | 1.      | 105 kg    | 404 kg |
| 2018    | Igrzyska azjatyckie         | Dżakarta       | 3.      | 105 kg    | 403 kg |
| 2018    | Mistrzostwa świata          | Aszchabad      | 1.      | 102 kg    | 396 kg |
| 2019    | Mistrzostwa Azji            | Ningbo         | 3.      | 109 kg    | 405 kg |
| 2019    | Mistrzostwa świata          | Antalya        | 7.      | 109 kg    | 395 kg |
| 2021    | Letnie igrzyska olimpijskie | Tokio          | N/A     | 109 kg    | 0 kg   |
| Źródło: |                             |                |         |           |        |